# Tamppelijärvet
Tamppelijärvet är varandra näraliggande sjöar i Kiruna kommun i Lappland som ingår i Torneälvens huvudavrinningsområde
- Tamppelijärvet (Jukkasjärvi socken, Lappland, 750917-171801), sjö i Kiruna kommun, 67°35′44″N 20°56′00″Ö / 67.5956°N 20.9332°Ö
- Tamppelijärvet (Jukkasjärvi socken, Lappland, 750927-171775), sjö i Kiruna kommun, 67°35′48″N 20°55′38″Ö / 67.5966°N 20.9273°Ö
- Tamppelijärvet (Jukkasjärvi socken, Lappland, 750944-171848), sjö i Kiruna kommun, 67°35′47″N 20°56′54″Ö / 67.5963°N 20.9482°Ö (6,18 ha)
- Tamppelijärvet (Jukkasjärvi socken, Lappland, 750950-171800), sjö i Kiruna kommun, 67°35′45″N 20°56′07″Ö / 67.5959°N 20.9354°Ö (13,2 ha)